# Пророчество
Пророчество — сообщение или группа сообщений, содержащие информацию, которая считается полученной в результате откровения или под воздействием особого вдохновения, и как правило, содержат предсказание будущих событий. Чаще всего, под пророчествами подразумеваются высказывания, которые упоминаются пророками, ясновидящими до момента наступления события. В отличие от футурологических прогнозов, которые предсказывают будущее с помощью логики, анализа событий и фактов и выводов на основании научных методов, пророчества связываются, в основном, со сверхъестественными откровениями и способностями.
Считается, что предсказания могут быть фальшивыми и правдивыми. К первой категории относятся сообщения, которые делаются чаще всего с целью преднамеренного обмана или наживы; ко второй — реальные сообщения, содержащие в себе информацию о предстоящих событиях.

## Пророк
Пророк — в общем смысле — это человек, предположительно контактирующий со сверхъестественными или божественными силами, и служащий как посредник между ними и человечеством, провозвестник сверхъестественной воли (пророчества).
Утверждения о пророках встречаются во многих религиозных культурах, включая иудаизм, христианство, ислам, зороастризм, также существуют утверждения о пророчествах Сивилл, дельфийских оракулов, и т. п.

## Самоисполняющееся пророчество
Самоисполняющееся пророчество — это предсказание, которое прямо или косвенно влияет на реальность таким образом, что в итоге неизбежно оказывается верным.
Хотя мотивы самоисполняющегося пророчества можно проследить ещё в мифах Древней Греции и Индии, сам термин был популяризован в XX веке американским социологом Робертом К. Мертоном.
Статья Мертона под названием «Самоисполняющееся пророчество» («The Self-Fulfilling Prophecy») вышла в журнале «Antioch Review» ещё летом 1948 года. Однако, термин в его сегодняшнем прочтении стал известен благодаря работе 1949 года «Социальная теория и социальная структура», ставшей для Мертона классической. Вот определение самоисполняющегося пророчества, которое он приводит в своей книге:

Самоисполняющееся пророчество — ложное определение ситуации, вызывающее новое поведение, которое превращает первоначальное ложное представление в реальность.
Оригинальный текст (англ.)The self-fulfilling prophecy is, in the beginning, a false definition of the situation evoking a new behaviour which makes the original false conception come 'true'. This specious validity of the self-fulfilling prophecy perpetuates a reign of error. For the prophet will cite the actual course of events as proof that he was right from the very beginning

Иными словами: предсказание, которое выглядит истинным, но на самом деле таковым не является, может в значительной мере влиять на поведение людей (к примеру, посредством страха или вследствие чувства логического противоречия) таким образом, что их последующие действия сами приводят к исполнению предсказания.

## Известные пророчества
Известны пророчества: Мерлина, Нострадамуса, Иринарха, С. Полоцкого, монаха Авеля, Я. В. Брюса, Эразма Дарвина, Е. П. Блаватской, Эдгара Кейси, Джейн Диксон, В. Г. Мессинга, Ванги, святого Малахии и других.

### Библейские пророчества
Значительная часть Библии рассматривается в богословии как пророчества о событиях будущего или непосредственные откровения, полученные пророками от Бога. Значительная часть книг Библии рассматриваются как пророческие, в христианстве это книги так называемых «великих пророков» (книги Исаии, Иеремии, Иезекииля, Даниила), книги «малых пророков» и книга Откровение.

### Ленинское пророчество

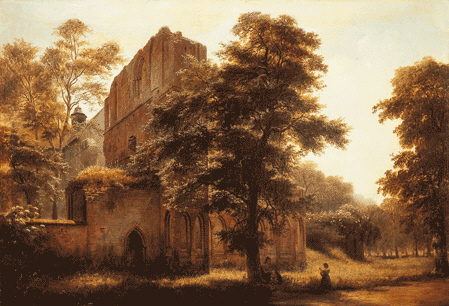
Развалины аббатства Ленин

Ленинское пророчество — поддельный документ XIII века, приписываемый монаху Герману из Ленинского аббатства в местечке Клостер-Ленин в Бранденбурге, объявившийся в 1722 или 1723 году.
В «Пророчестве» оплакивается гибель дома Асканиев в Бранденбурге и возвышение Гогенцоллернов, из которых достоверно описан каждый правитель до Фридриха Вильгельма. До этого времени пророчество совпадает с действительностью; всё дальнейшее не имеет никакого сходства с совершившимися событиями.